# Приморск (Калининградска област)
Вижте пояснителната страница за други значения на Приморск.
Приморск (на руски: Приморск) е град в Русия, разположен в Балтийски район, Калининградска област.
Населението на града към 1 януари 2018 е 1971 души.